# Hans Vogt (Mediziner)
Hans Vogt (* 6. August 1874 in Biedenkopf; † 1963)  war ein deutscher Pädiater. 
Vogt studierte in Marburg, wo er auch 1898 promoviert wurde und sich 1906 für innere Medizin habilitierte (1909 Umhabilitation für Kinderheilkunde in Breslau). Er war Assistent von Adalbert Czerny in Breslau und Straßburg und wurde 1913 als Nachfolger von Martin Thiemich Professor für Pädiatrie in Magdeburg und Direktor des dortigen städtischen Kinderspitals. 1919 gründete er dort ein Seminar zur Ausbildung von Kinderpflegerinnen, aus dem sich die staatlich anerkannte Säuglingspflegeschule entwickelte. Die Kinderärztin Marie-Elise Kayser (1885–1950) richtete dort die erste Frauenmilch-Sammelstelle in Deutschland ein. Vogt war von 1924 bis zur Emeritierung 1944 ordentlicher Professor für Pädiatrie in Münster, einem damals neu gegründeten Lehrstuhl, und Direktor der Kinderklinik.
Vogt war Mitarbeiter im Handbuch der inneren Medizin (1. Auflage, Band 4, 212, Rachitis, Osteomalazie, Exsudative Diathese).
Zu den Schwerpunkten seiner Forschung gehörten Lungenkrankheiten und infektiöse Darmkrankheiten bei Kindern.